# سبايك (مغني)
سبايك (بالإنجليزية: Spike)‏ هو مغني ومغن مؤلف أمريكي، ولد في القرن العشرين في نيوكاسل أبون تاين في المملكة المتحدة.

## وصلات خارجية
- سبايك على موقع ميوزك برينز (الإنجليزية)
- سبايك على موقع أول ميوزيك (الإنجليزية)
- سبايك على موقع ديسكوغز (الإنجليزية)